# آلبین ثقی
آلبین ثقی (انگلیسی: Albin Thaqi؛ زادهٔ ۲۸ مارس ۲۰۰۲) بازیکن فوتبال است.
وی همچنین در تیم ملی فوتبال Germany U16 بازی کرده‌است.